# Жуан Морейра
Жуан Вітор Роша де Карвалью Морейра (порт. João Vítor Rocha de Carvalho Moreira, нар. 7 лютого 1986, Амадора, Португалія) — португальський футболіст, нападник клубу «Манукау Юнайтед».
Виступав, зокрема, за клуби «Бейра-Мар», «Окленд Сіті», а також молодіжну збірну Португалії.
Триразовий чемпіон Нової Зеландії. Чотириразовий клубний чемпіон Океанії. 

## Клубна кар'єра
Народився 7 лютого 1986 року в місті Амадора, Португалія. Вихованець юнацьких команд футбольних клубів «Оліваїш» та «Ештрела».
У дорослому футболі дебютував 2004 року виступами за команду «Ештрела», в якій провів один сезон, взявши участь у 9 матчах чемпіонату. 
Згодом з 2005 по 2008 рік грав у складі команд «Валенсія Месталья», «Райо Вальєкано», «Насіунал» та «Лейшойнш».
Своєю грою за останню команду привернув увагу представників тренерського штабу клубу «Бейра-Мар», до складу якого приєднався 2008 року. Відіграв за клуб Авейру наступний сезон своєї ігрової кар'єри.
Протягом 2009—2014 років захищав кольори клубів «Ештрела», «Льєйда», «Реал Ліненсе», «Альманса» та ДПММ.
2014 року уклав контракт з клубом «Окленд Сіті», у складі якого провів наступні три роки своєї кар'єри гравця.  У складі «Окленд Сіті» був одним з головних бомбардирів команди, маючи середню результативність на рівні 0,57 гола за гру першості.
З 2018 по 2022 рік продовжував кар'єру в клубах «Гіберніанс», «Голден Ерроуз», «Тім Веллінгтон» та «Мірамар Рейнджерс».
До складу клубу «Манукау Юнайтед» приєднався 2022 року.

## Виступи за збірні
2004 року дебютував у складі юнацької збірної Португалії (U-20), загалом на юнацькому рівні взяв участь у 13 іграх, відзначившись 4 забитими голами.
Протягом 2006–2008 років залучався до складу молодіжної збірної Португалії. На молодіжному рівні зіграв у 20 офіційних матчах, забив 3 голи.

## Титули і досягнення

### Командні
- Чемпіон Нової Зеландії (3):

«Окленд Сіті»: 2013—2014, 2014—2015
«Тім Веллінгтон»: 2020—2021
- Клубний чемпіон Океанії (4):

«Окленд Сіті»: 2013—2014, 2014—2015, 2016, 2017

### Особисті
- Найкращий бомбардир Ліги чемпіонів ОФК (2):

2016 (5), 2017 (6)